# Mas de Sant Salvador (Oristà)
El Mas de Sant Salvador és una masia d'Oristà (Lluçanès) inclosa a l'Inventari del Patrimoni Arquitectònic de Catalunya.

## Descripció
El cos central de la casa és un construcció de base rectangular a la qual s'hi han adossat altres construccions pel bestiar.
Murs de pedres irregulars lligats amb morter, diverses ampliacions han augmentat el volum de la casa en amplada i alçada. Coberta a dos vessants.

## Història
El nom de Serrallops i l'església de Sant Salvador, propera a la casa, estàn documentats per primera vegada el 1065, quan el bisbe de Vic, Guillem de Balsareny, donà a Albert i a Guerau un mas situat al terme del castell d'Oristà, a la parròquia de Sant Salvador de Serrallops.
Encara que consti que tenia funcions parroquials, Sant Salvador fou sufragània de Santa Maria d'Olost. El 1878 fou unida a la parròquia de Sant Jaume i Sant Cugat d'Alboquers. La història del mas està estretament lligada encara avui a la de l'església que sols conserva les funcions parroquials de cementiri per als membres de la família del Mas Sant Salvador.